# (39686) Takeshihara
1996 PT9 (asteroide 39686) é um asteroide da cintura principal. Possui uma excentricidade de 0.08735180 e uma inclinação de 3.91425º.
Este asteroide foi descoberto no dia 9 de agosto de 1996 por Tomimaru Okuni em Nanyo.